# Джеррі Адамс
Джерард «Джеррі» Адамс (ірл. Gearóid Mac Ádhaimh, англ. Gerard «Gerry» Adams; 6 жовтня 1948) — північноірландський політик, президент політичного крила ІРА з 1978, очільник партії Шинн Фейн. Був обраний членом Парламенту Великої Британії від Західного Белфаста в 1983, але відмовився посісти місце у Вестмінстері, оскільки не довіряв англійському урядові.